# ギィ・ド・メイ
- ギ・ド・メ
- ギ・ド・メイ

ギィ・ド・メイ（Guy de Mey、1955年8月4日 - ）は、ベルギーのテノール歌手。
オースト＝フランデレン州ハンメの生まれ。ステラ・ダルベルクの下で声楽を学んだあと、ブリュッセル王立音楽院を経てアムステルダムに留学し、エルナ・スポーレンベルク、ピーター・ピアーズ、エリック・タピーの各氏に師事。1975年聖ニクラス・プロ・チヴィターテ国際音楽コンクールで上位入賞を果たし、以降欧米各地の音楽祭や歌劇場に出演して名声を得た。1992年からリエージュ王立音楽院で教鞭をとる。